# Die andere
die andere, Unabhängige Wochenzeitung für Politik, Kultur und Kunst, war eine von 1990 bis 1992 bestehende Wochenzeitung aus Berlin. Sie war die erste freie überregionale Zeitung der DDR und galt als Sprachrohr der DDR-Bürgerrechtsbewegung.

## Geschichte
Im Dezember 1989 gründete Klaus Wolfram den BasisDruck-Verlag, mit dem Ziel eine unabhängige Wochenzeitung herauszugeben. Diese startete am 21. Januar 1990 unter dem Namen die andere mit einer Auflage von 100.000 Stück und einem Budget von lediglich 20.000 Mark (Ost).
Im März 1990 führte ein Streit zwischen der Redaktion und dem Redaktionsbeirat zu einer kurzzeitigen Schließung der Zeitung. So forderte der Redaktionsbeirat eine aktuellere und vor allem politischere Berichterstattung, während die Redaktion einen eher kulturellen Fokus wünschte. Ebenso war die schlechte Bezahlung der Mitarbeiter in Folge der prekären Finanzsituation der Zeitung ein Streitthema. Mit zahlreichen Spenden (darunter von Gerhard und Christa Wolf) wurde eine neue Redaktion aus Vertretern der DDR-Opposition, darunter Bärbel Bohley und Jens Reich, aufgebaut. Ihr gelang es, die Zeitung ohne Unterbrechung fortzuführen, obwohl die alte Redaktion das gesamte Inventar der Redaktionsräume mitgenommen hatte.
Große Aufmerksamkeit erlangte die Zeitung im März 1991 mit der teilweisen Veröffentlichung der Gehaltsliste des Ministeriums für Staatssicherheit der DDR (MfS) von 1989. Diese war von Bürgerrechtlern während des politischen Umbruchs in der DDR sichergestellt und entschlüsselt worden. Das Nachrichtenmagazin Der Spiegel hatte 1991 eine Kopie der Liste für eine sechsstellige Summe erworben. Um einer Veröffentlichung des Spiegels zuvorzukommen, veröffentlichte die andere die Namen der rund 20.000 Mitarbeiter, die beim MfS 25.000 Mark und mehr im Jahr verdient hatten (Dies entsprach in etwa dem Doppelten des DDR-Durchschnittsgehalts). Die Auflage der betreffenden Ausgaben lag bei 55.000 Stück und war schnell vergriffen. Gegen diese Veröffentlichung klagten später 14 Ärzte der Sportvereinigung Dynamo, die sich ebenfalls auf der Liste befunden hatten, wegen „übler Nachrede“. Der Zeitung entstanden hierdurch finanzielle Forderungen in Höhe von über 200.000 DM für Ordnungsgelder und Gerichtskosten. Diese führten zusammen mit rückläufigen Auflagezahlen (zuletzt nur noch 4000 Stück) zu einer Einstellung der Zeitung im August 1992.